# Arctino di Mileto
Arctino di Mileto in greco Ἀρκτῖνος Μιλήσιος, Arktìnos Milèsios (Mileto, VIII secolo a.C. – ...) è stato un poeta epico greco antico, che secondo la tradizione fu attivo tra il 775 a.C. e il 741 a.C..

## Biografia
Le testimonianze situano concordemente Arctino come nativo di Mileto, mentre le varie testimonianze lo collocano tra il 776 e il 708 a.C.. Il peripatetico Fania di Ereso lo collocava nel VII secolo a.C. e sostiene che sia stato sconfitto da Lesche di Pirra in un agone poetico.

## Opere
Arctino fu uno dei poeti del Ciclo Epico e compose i poemi epici Etiopide e Iliou persis, che facevano parte appunto del Ciclo Troiano e, forse, i Naupactia. Tutti questi poemi sono andati perduti, ma dei primi due ci si può fare un'idea grazie alla Crestomazia scritta dal grammatico Eutichio Proclo.

### Etiopide
L'Etiopide (di cui restano tre frammenti) iniziava dove l'Iliade si interrompeː 
di Ettore. Ed arrivò l'Amazzone, 
figlia di Ares, uccisor di uomini.»
(Fr. 2 W. - trad. A. D'Andria)
Arriva Pentesilea, una regina delle Amazzoni e figlia del dio della guerra Ares. Risulta essere una combattente valorosa, ma viene comunque uccisa da Achille. Mentre i Troiani seppelliscono il loro alleato, i Greci si riuniscono e uno dei soldati comuni, Tersite, osserva che Achille si è innamorato della reginaː Achille, adirato, uccide il guerriero, creando una lite tra i greci, perché, anche se Tersite era un comune soldato e aveva una lingua affilata, avrebbe dovuto essere rispettato. Achille viene, così, inviato sull'isola di Lesbo, dove deve sacrificare ad Apollo, Artemide e Leto, e viene purificato dallo spargimento di sangue da Odisseo.
Durante la sua assenza, arriva un nuovo alleato di Troia: Memnone, il figlio di Eos. Come Achille, indossa una panoplia fatta da Efesto. Questo, però, non lo aiuta: sebbene arrivi a uccidere il guerriero greco Antiloco, viene ucciso da Achille. Tra l'altro, in base a rappresentazioni di questa scena su vasi, sappiamo che nel poema si descriveva come i destini di Achille e Memnone fossero pesati da Zeus.
Questa risulta essere l'ultima vittoria di Achille. Euforico per il suo successo, insegue i Troiani, che fuggono nella loro città. Achille li segue, oltrepassa persino le porte Scee, ma viene colpito da Paride e Aiace e Odisseo riescono a recuperare il cadavere. Teti e le Muse arrivano per piangere Achille, e quando i Greci cremano suo figlio, lei prende il suo corpo dalla pira e lo trasferisce sull'Isola Bianca. Tuttavia, viene eretto un tumulo, vengono organizzati giochi funebri e Ulisse e Aiace iniziano una disputa sulla panoplia di Achille.

### Ilioupersis
La distruzione di Troia (Ilioupersis) era la nona epopea del ciclo epico, in 2 libri e ne restano, oltre al riassunto già citato di Proclo, 10 frammenti non testuali.
Quando i Troiani portano il cavallo di legno nella loro città, si chiedono cosa fare; alcuni vogliono distruggerlo, altri vogliono dedicarlo ad Atena e prevale la loro opinione. Durante la loro festa, il sacerdote troiano Laocoonte e i suoi figli vengono uccisi da due serpenti; Enea si rende conto che questo è un cattivo presagio e lascia la città.
Nel frattempo, la spia greca Sinone emette un segnale luminoso e i Greci a Tenedo sanno che possono tornare a Troia. Quando arrivano, i cinquanta guerrieri lasciano il cavallo di legno e Neottolemo inizia il massacro uccidendo Priamo, che è fuggito su un altare. Il figlio di Achille afferra Andromaca, la vedova di Ettore, e la porta sulla sua nave. Il figlio Astianatte viene gettato dalle mura da Odisseo.
Menelao ritrova Elena, ma quando vede i suoi seni nudi, lancia via la sua spada e la accetta di nuovo come sua moglie. Aiace Oileo cerca di catturare Cassandra, ma essa trova protezione abbracciandosi ad una statua di Atena; quando Aiace la strappa via, la statua cade e persino i Greci trovano inaccettabile questo sacrilegio. Non viene lapidato, tuttavia, perché trova lui stesso la protezione sulla stessa statua.
La mattina dopo, i greci sacrificano la principessa troiana Polissena sulla tomba di Achille e il bottino viene diviso.